# Polystachya fariae
Polystachya fariae är en orkidéart som beskrevs av Marcos Antonio Campacci. Polystachya fariae ingår i släktet Polystachya och familjen orkidéer. Inga underarter finns listade i Catalogue of Life.